# Рашавілл (Індіана)
Рашавілл (англ. Russiaville) — місто (англ. town) в США, в окрузі Говард штату Індіана. Населення — 1319 осіб (2020).

## Географія
Рашавілл розташований за координатами 40°25′7″ пн. ш. 86°16′23″ зх. д. / 40.41861° пн. ш. 86.27306° зх. д. (40.418555, -86.273111).  За даними Бюро перепису населення США в 2010 році місто мало площу 2,09 км², уся площа — суходіл.

## Демографія
Згідно з переписом 2010 року, у місті мешкали 1094 особи в 434 домогосподарствах у складі 307 родин. Густота населення становила 524 особи/км².  Було 486 помешкань (233/км²).
Расовий склад населення:
| - 98,6 % — білих - 0,2 % — корінних американців - 0,2 % — чорних або афроамериканців - 0,2 % — азіатів |

До двох чи більше рас належало 0,7 %. Частка іспаномовних становила 1,3 % від усіх жителів.
За віковим діапазоном населення розподілялося таким чином: 27,9 % — особи молодші 18 років, 59,5 % — особи у віці 18—64 років, 12,6 % — особи у віці 65 років та старші. Медіана віку мешканця становила 37,1 року. На 100 осіб жіночої статі у місті припадало 96,4 чоловіків;  на 100 жінок у віці від 18 років та старших — 91,0 чоловіків також старших 18 років.
Середній дохід на одне домашнє господарство  становив 59 972 долари США (медіана — 51 034), а середній дохід на одну сім'ю — 73 417 доларів (медіана — 56 905). За межею бідності перебувало 10,6 % осіб, у тому числі 13,6 % дітей у віці до 18 років та 4,3 % осіб у віці 65 років та старших.
Цивільне працевлаштоване населення становило 533 особи. Основні галузі зайнятості: освіта, охорона здоров'я та соціальна допомога — 33,6 %, виробництво — 29,1 %, роздрібна торгівля — 7,9 %, будівництво — 5,6 %.